# Laurel (Mississippi)
Laurel ist eine Stadt des Jones County im US-amerikanischen Bundesstaat Mississippi. Das U.S. Census Bureau hat bei der Volkszählung 2020 eine Einwohnerzahl von 17.161 ermittelt.

## Geographie
Laurel liegt auf 31°41'51" nördlicher Breite und 89°8'22" westlicher Länge. Die nächstgelegenen Großstädte sind Jackson (120 Kilometer nordwestlich) und New Orleans (200 Kilometer südwestlich). Der Interstate-59-Highway verläuft durch die Stadt.

## Geschichte

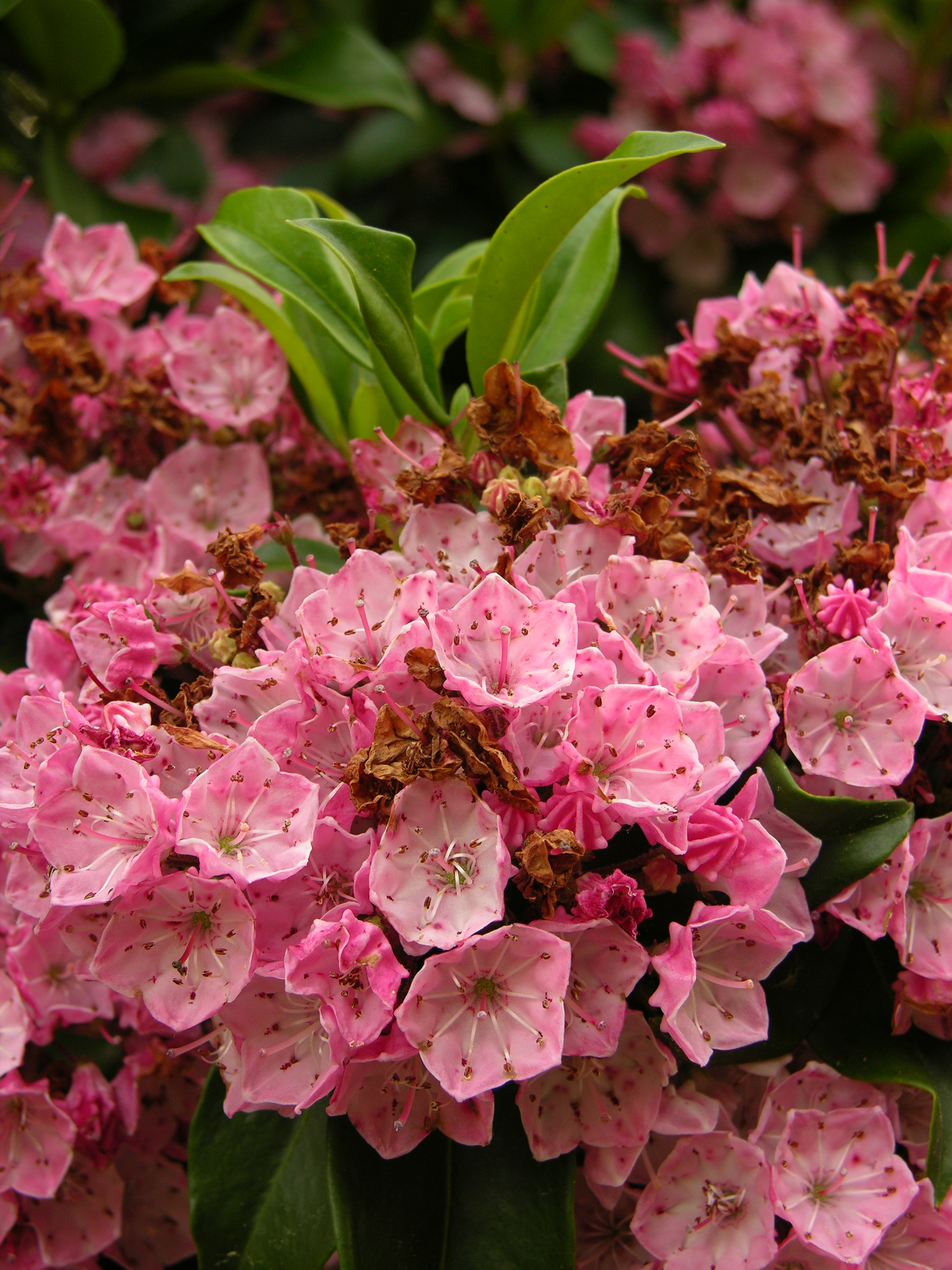
Breitblättrige Lorbeerrose,
Mountain-laurel (Kalmia latifolia)

Laurel wurde 1882 gegründet. Aufgrund des Waldreichtums in der Gegend entwickelte sich bald eine ausgeprägte Holzwirtschaft. Nachdem die New-Orleans-and-Northeastern-Railroad-Eisenbahnlinie gebaut wurde, nahmen im Laufe der folgenden Jahre mehrere Sägewerke ihren Betrieb auf. Wegen der reinen gelben Farbe des Holzes der verarbeiteten Nadelhölzer waren die Produkte sehr gefragt. Anfang der 1900er Jahre war Laurel weltweit führend in der Lieferung dieser Erzeugnisse. Der Name der Stadt geht auf die damals in der gesamten Region zahlreich vorhandenen Sträucher der Breitblättrigen Lorbeerrose (Kalmia latifolia), lokal als Mountain-laurel bezeichnet, zurück. Aufgrund der verstärkten Forstwirtschaft ist deren Bestand inzwischen aber spürbar zurückgegangen.
2005 erreichte der Hurrikan Katrina die Stadt und richtete erheblichen Schaden an.
Heute sind in Laurel neben der Holzindustrie auch Öl-, Gas-, Metallverarbeitungs- und Elektroindustrien angesiedelt. Mit Sanderson Farms hat einer der weltgrößten Geflügelzüchter und -verarbeiter sowie eines der größten Unternehmen Mississippis seinen Hauptsitz in Laurel. Mississippis ältestes Kunstmuseum, das Lauren Rogers Museum of Art, befindet sich in der Stadt.

## Demografische Daten
Im Jahr 2009 wurde eine Einwohnerzahl von 18.831 Personen ermittelt, was einen Zuwachs um 2,4 % gegenüber dem Jahr 2000 bedeutet. Der Zuwachs ist hauptsächlich dadurch zu erklären, dass Menschen aus den südlichen Küstenregionen, die durch den Hurrikan Katrina ihre Existenz verloren hatten, in Laurel eine neue Heimat suchten. Das Durchschnittsalter der Einwohner betrug 2009 34,7 Jahre.

## Söhne und Töchter der Stadt
- Lance Bass (* 1979), Sänger, Schauspieler und Filmproduzent
- Marsha Blackburn (* 1952), Kongressabgeordnete von Tennessee
- Ralph Boston (1939–2023), Leichtathlet
- Lee Calhoun (1933–1989), Leichtathlet
- Charles Cross (* 2000), American-Football-Spieler
- Robert Hyatt (* 1948), Informatiker und Computerschachprogrammierer
- Tom Lester (1938–2020), Schauspieler und Prediger
- Mundell Lowe (1922–2017), Jazzgitarrist
- Charles McGhee (1942–2002), Jazztrompeter
- Sam Myers (1936–2006), Blues-Musiker und Songschreiber
- Michael Parker (* 1949), Politiker
- Chip Pickering (* 1963), Politiker
- Clinton Portis (* 1981), Footballspieler
- Parker Posey (* 1968), Schauspielerin
- Leontyne Price (* 1927), Opernsängerin
- Ben Thigpen (1908–1971), Jazzmusiker
- Mary Elizabeth Ellis (* 1979), Schauspielerin